# Río Uvac
El Uvac (cirílico serbio: Увац) es un río transfronterizo internacional que nace bajo el monte Golija y la meseta de Pešter, atraviesa el suroeste de Serbia y se adentra en el este de Bosnia-Herzegovina, donde, tras 115 km, se encuentra finalmente con el río Lim por la derecha; sin embargo, antes de desembocar en el Lim, el Uvac forma durante 10 km la frontera entre los dos países. Además, al serpentear por Serbia, el Uvac también constituye la frontera norte de la región de Raška.

## Curso Superior
El Uvac nace en la meseta de Pešter de los montes Ozren y Ninaja, como Rasanska reka (cirílico: Расанска река). El arroyo se curva alrededor de los montes Ninaja y Pometenik, junto a los pueblos de Tuzinje, Rasno, Dragojloviće y Gradac, donde confluye con el Brnjička reka (cirílico: Брњичка река), entra en la depresión de Sjenica y continúa en el límite occidental de la llanura mientras recibe al afluente derecho el Vapa (cirílico: Вапа) en el extremo norte.
El Vapa tiene 25 kilómetros de largo y drena un área de 496 km². Pasa junto a los pueblos de Gornja Vapa, Donja Vapa, Čedovo y Krstac, donde desemboca desde la derecha en el río Uvac, más corto.

## Curso inferior

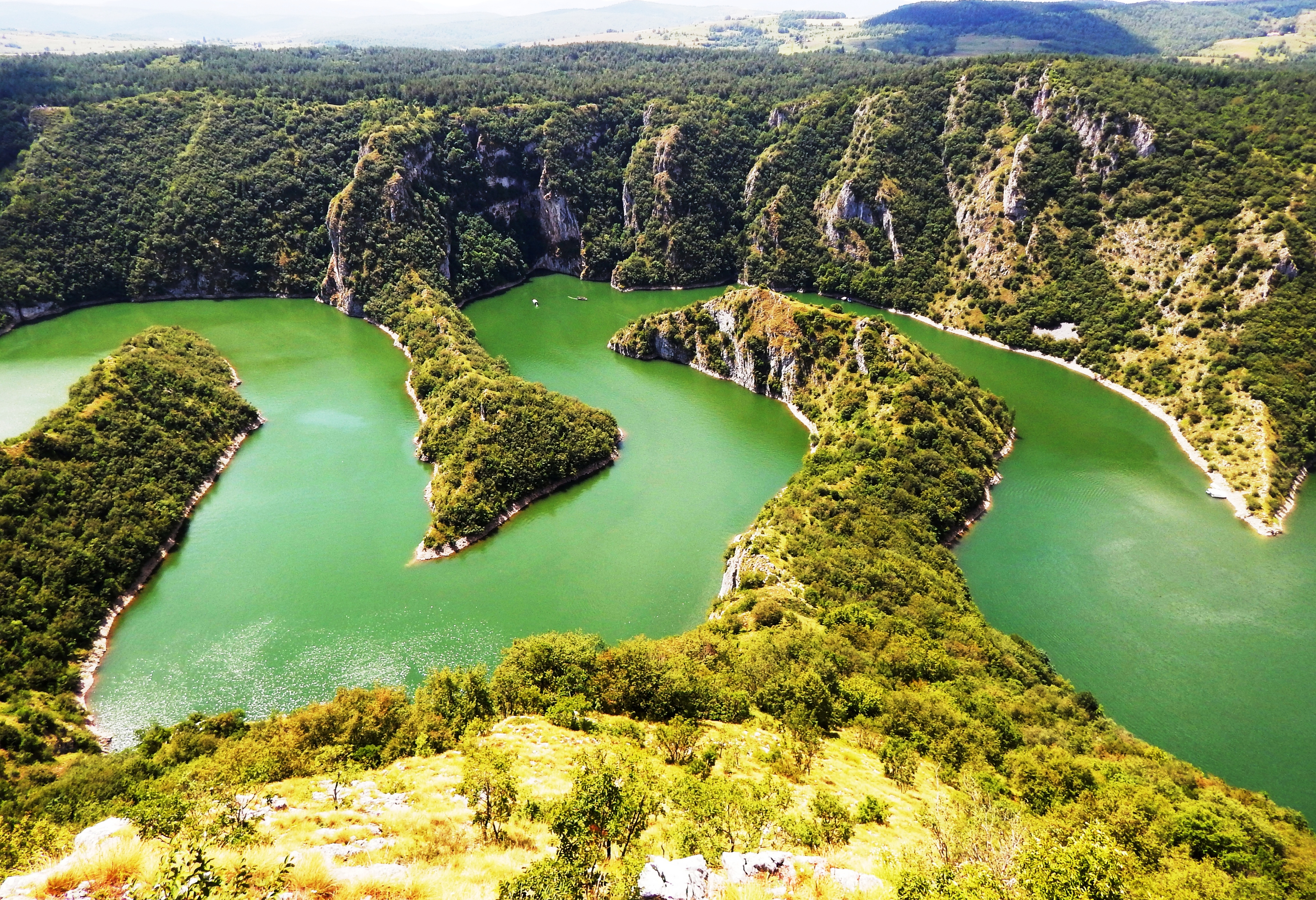
Meandros de Uvac

Puente sobre el Uvac

El Uvac continúa hacia el noroeste, entra en la región de Raška donde fluye en un profundo valle en forma de cañón, donde recibe por la derecha al río Kladnica y genera mucha energía, que se utiliza para tres potentes centrales hidroeléctricas, cada una con un gran lago artificial: Bistrica con el lago Radoinja, Kokin Brod con el lago Zlatar (7,3 km², altitud 400 m, profundidad 40 m) y Sjenica con el lago Sjenica.
En la parte más baja de su curso, el Uvac fluye entre las montañas de Zlatar y Zlatibor, junto a los pueblos de Kokin Brod y Radoinja, hasta llegar a la frontera con Bosnia y al monte Varda, hace un giro brusco y en codo hacia el sur y, tras un breve flujo junto a los pueblos de Bjelušine y Uvac (ambos en el lado bosnio), el Uvac desemboca en el Lim, al norte de la ciudad de Priboj.
La Uvac drena un área de 1.596 km²,  pertenece a la cuenca de drenaje del Mar Negro y no es navegable. Su caudal medio en la desembocadura es de 18 m³/s.
El río es famoso por su desfiladero, Kanjon Uvca, la próspera colonia de buitres leonados reintroducidos y la reserva natural especial de Uvac, protegida desde 1971. El río serpentea salvajemente: aunque tiene 115 km de longitud, la línea recta desde el nacimiento del río hasta su desembocadura es de sólo 40 km.